# Maria Bechczyc-Rudnicka
Maria Ksenia Bechczyc-Rudnicka z Mataftinów, secundo voto Wrocka (ur. 1 lutego 1888 w Warszawie, zm. 6 czerwca 1982 w Lublinie) – polska pisarka, tłumaczka i krytyk teatralny.
W 1907 roku rozpoczęła studia na Wydziale Historyczno-Filologicznym Wyższych Żeńskich Kursów im. Bestużewa w Petersburgu. Wśród jej profesorów byli między innymi historyk Eugeniusz Tarle oraz filolodzy Jan Baudouin de Courtenay i Tadeusz Zieliński. W 1911 roku wyjechała na rok do Paryża, by kontynuować studia nad historią Wielkiej Rewolucji Francuskiej i administracji państwowej czasów Napoleona I. Ich wyniki opublikowała w Petersburgu w postaci dwóch rozpraw naukowych: Z historii opinii publicznej we Francji w okresie rewolucji (paźdz. 1792 – styczeń 1793) oraz Napoleon i prefekci: wstęp do historii administracji za Napoleona I.
W czerwcu i lipcu 1912 roku razem z grupą studentów z uniwersytetu w Petersburgu pod kierownictwem profesora Iwana Grewsa podróżowała do Włoch, gdzie zwiedziła m.in. Wenecję, Padwę, Rawennę, Florencję oraz Rzym.  
Po powrocie do Polski zamieszkała w Warszawie wraz z pierwszym mężem, Antonim Bechczyc-Rudnickim. Pracowała jako nauczycielka języka francuskiego w gimnazjum, tłumaczka oraz publicystka. W 1935 roku opublikowała antyfaszystowską powieść Sol lucet Germaniae. W tym samym i następnym roku przebywała na wykopaliskach archeologicznych w Biskupinie. Efektem pobytu był cykl artykułów w prasie, w których propagowała prasłowiańską historię grodziska. W podobnym tonie utrzymana była napisana wspólnie z mężem powieść Dziw (1937). Do wybuchu II wojny światowej wydane zostały jeszcze: powieść Niezwykłe przygody zwykłego człowieka (1936), dwujęzyczna, włosko-polska opowieść Malarza raweńskiego owieczek dwanaście i, wspólny z mężem, zbiór nowel W retorcie życia (1938). Podczas okupacji pracowała nad przekładami tekstów muzyki wokalnej na język polski, między innymi pierwszego polskiego tłumaczenia Pasji według św. Mateusza.
Po upadku powstania warszawskiego opuściła miasto wraz z drugim mężem, Edwardem Wrockim, muzykologiem, byłym dyrektorem Biblioteki Operowej. 1 października 1944 roku dotarła do Lublina, gdzie z ramienia PKWN zorganizowała Wojewódzki Wydział Kultury i Sztuki. Współpracowała z Janem Parandowskim przy reaktywacji PEN Clubu i przez kolejnych kilkanaście lat wchodziła w skład jego kierownictwa. W latach 1947–1964 była kierownikiem literackim Państwowego Teatru im. Juliusza Osterwy, 1949–1952 prezesem oddziału Związku Literatów Polskich, 1960–1965 redaktorem naczelnym "Kameny". Była recenzentem teatralnym tego pisma oraz "Teatru", należała do Klubu Krytyki Teatralnej. Dwa zbiory jej publikacji prasowych ukazały się w latach 1966 i 1974, pod tytułami: Godziny osobliwe i Uchylanie masek. W 1979 roku wydano zbiór opowiadań Nagłe zamyślenia. Ponadto tłumaczyła sztuki teatralne z francuskiego (między innymi, wspólnie z Konradem Eberhardtem, Krzesła) i rosyjskiego oraz prowadziła prace redakcyjne.

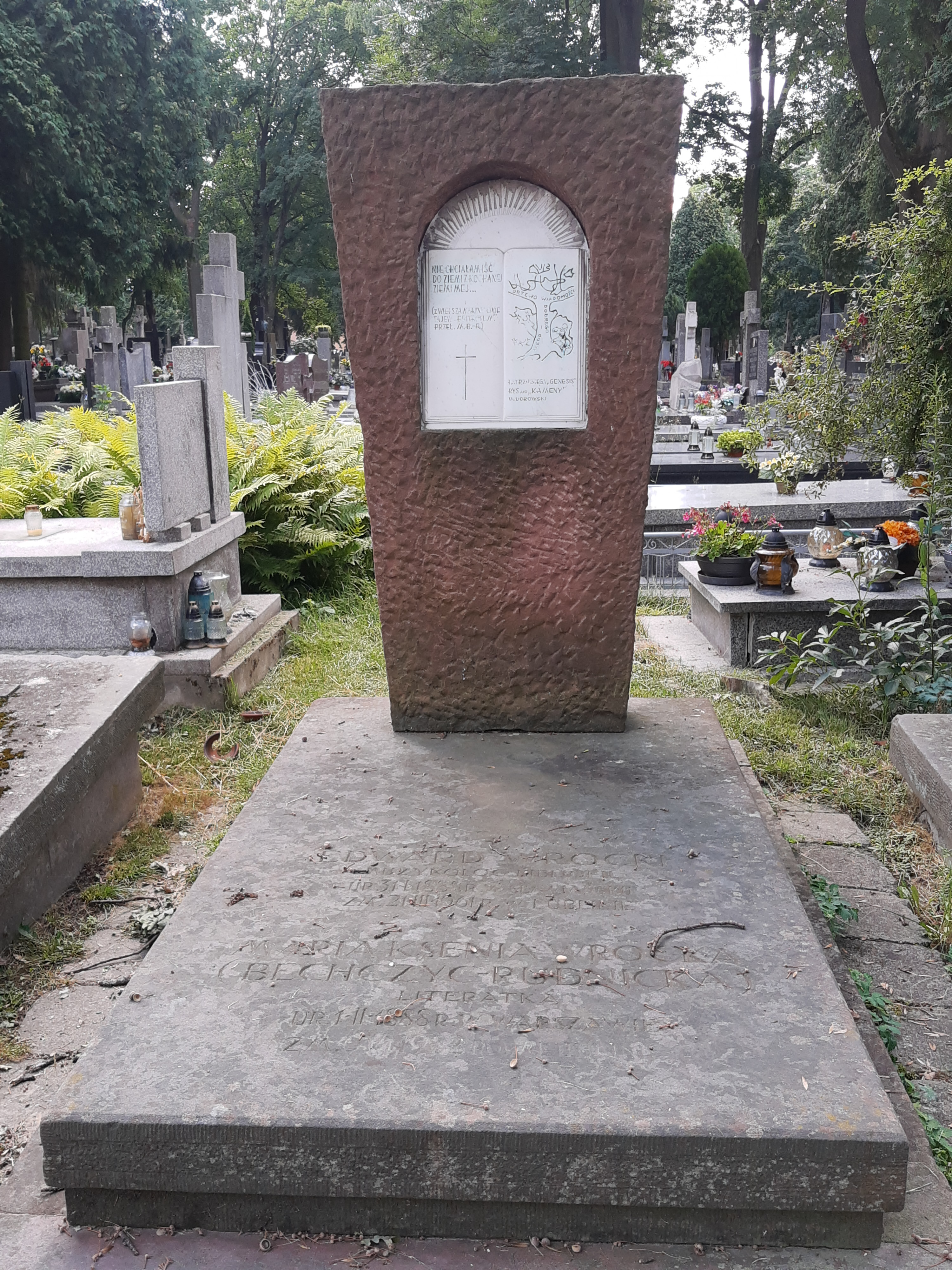
Grób Marii Bechczyc-Rudnickiej na cmentarzu przy ulicy Lipowej

Była odznaczona między innymi Krzyżem Kawalerskim i Komandorskim Orderu Odrodzenia Polski i odznaką Zasłużony Działacz Kultury.